# 축구의 등번호

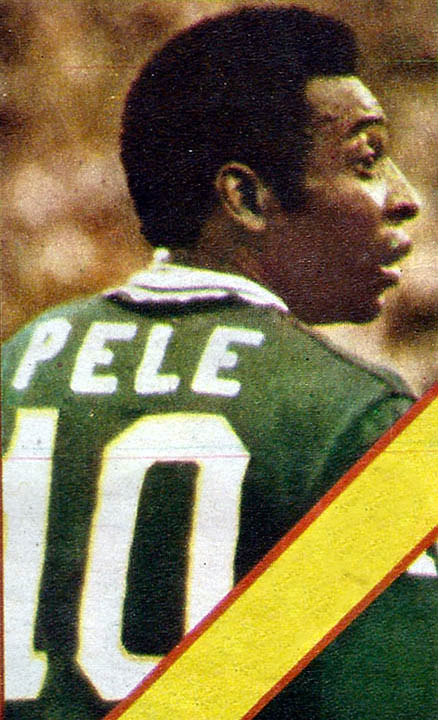
펠레의 등번호 10번. 뉴욕 코스모스 (1970년) 기간 중

등 번호(squad number)는 축구에서 필드에 있는 선수를 식별하고 구별하기 위해 사용된다. 번호는 곧 위치를 나타내는 방법이 되었으며, 선발 선수에게 1~11번 숫자가 할당되었다. 그러나 현대 경기에서는 숫자가 종종 플레이어가 좋아하는 숫자나 덜 기술적인 이유에 의해 영향을 받을 뿐만 아니라 이미 사용 중인 "대리자"(surrogates)를 사용한다. 그러나 1~11번은 이전에 연관된 포지션의 선수들이 여전히 착용하는 경우가 많다.
내셔널 리그가 선수단 번호를 채택하고 게임 전술이 수십 년에 걸쳐 발전함에 따라 번호 매기기 시스템은 각 축구 현장에서 별도로 발전했으며 따라서 국가마다 다른 규칙이 있다. 그럼에도 불구하고 특정 직책에 사용되는 데 보편적으로 동의하는 일부 숫자는 해당 역할과 본질적으로 연관되어 있기 때문이다.
예를 들어, 골키퍼는 라인업의 첫 번째 선수이기 때문에 "1"은 선발 골키퍼가 자주 사용한다. 또한 현장에서 반드시 차지해야 하는 유일한 위치이다. "9"는 일반적으로 센터 포워드라고도 알려진 스트라이커가 착용하며 경기장에서 가장 전진된 공격 위치를 차지하고 종종 팀에서 가장 높은 득점자이다. "10"은 축구에서 가장 상징적인 선수단 번호 중 하나이다. 수많은 축구 전설들이 10번 셔츠를 입었기 때문이다. 플레이메이커, 세컨드 스트라이커, 공격형 미드필더가 이 번호를 착용했다.

## 같이 보기
- 번호 (스포츠)